# باجاج چتاک
باجاج چتاک (به انگلیسی: Bajaj Chetak) یک موتورسیکلت تک‌سیلندر اسکوتر ساخت کشور هند بود که از سال ۱۹۷۲ تا ۲۰۰۶ توسط کمپانی باجاج آتو تولید می‌شد.
چتاک به معنای، اسب افسانه‌ای جنگجوی هندی ماهارانا پراتاپ نامگذاری شده‌است.

## تاریخچه
این موتورسیکلت که در اصل کپی وسپا ایتالیا بود، وسیله حمل و نقل مقرون به صرفه‌ای برای میلیون‌ها خانواده هندی بود.
تولید این محصول در سال ۲۰۰۵ متوقف شد زیرا کمپانی باجاج به‌طور کلی تولید موتور سیکلت‌های اسکوتر را متوقف کرد.

## چتاک برقی
در ۱۶ اکتبر ۲۰۱۹، باجاج آتو با رونمایی از نسخه الکتریکی جدید اسکوتر چتاک خود با نام تجاری Urbanite EV دوباره وارد فضای اسکوتر شد. تولید چتاک الکتریک در تاریخ ۲۵ سپتامبر ۲۰۱۹ در کارخانه چاکن از باجاج خودرو آغاز شد. این محصول در ژانویه ۲۰۲۰ در پونا (۴ نمایندگی) و بنگلور (۱۳ نمایندگی) راه اندازی شد و از طریق نمایندگی‌های منتخب KTM به فروش رسد.